# Podgora
Podgora – miasto w Chorwacji, w żupanii splicko-dalmatyńskiej, siedziba gminy Podgora. Leży na Riwierze Makarskiej. W 2011 roku liczyło 1268 mieszkańców.
Podgora po raz pierwszy wzmiankowana została w roku 1477. W okresie międzywojennym znajdowały się w miejscu obecnego miasteczka dwie osady, których mieszkańcy zajmowali się rybołówstwem. W 1923 roku założone zostało Towarzystwo Upiększania Miejscowości. Na wzgórzu wznoszącym się obok portu znajduje się pomnik ‘Galebova krila’ (Skrzydła mewy), który wzniesiony został w 1962 roku ku pamięci założenia zwycięskiej antyfaszystowskiej marynarki dalmatyńskiej w czasie II wojny światowej.
W pobliżu znajduje się lecznicze źródło Klokun oraz uznane w 1981 parkiem przyrodniczym Biokovo (oferującym doskonałe warunki dla górskich kolarzy, osób wspinających się, turystów górskich). W starej Podgorze wznosi się kościół Svih Svetih (Wszystkich Świętych), gdzie już tradycyjnie w pierwszą niedzielę po święcie Velika Gospa (Matka Boska Wielka) obchodzi się święto Św. Wincentego. W Górnej Podgorze zachowały się dwie wieże obronne strzegące niegdyś miasto przed Turkami. Podczas trzęsienia ziemi w 1962 zniszczone zostało jednak wiele innych pamiątek jak łazienki barokowe dynastii Mrkusiciów lub kościół św. Tekli, który został jednak zrekonstruowany. Podgora to również romantyczna promenada z kamiennym bulwarem, ciągnąca się wzdłuż brzegu z kamienistą plażą. Miejscowość ta słynie również z wielu odbywających się tutaj imprez. Najbardziej znane z nich to: Dzień Podgory, Rybacka Noc oraz liczne zabawy ludowe.

## Galeria zdjęć

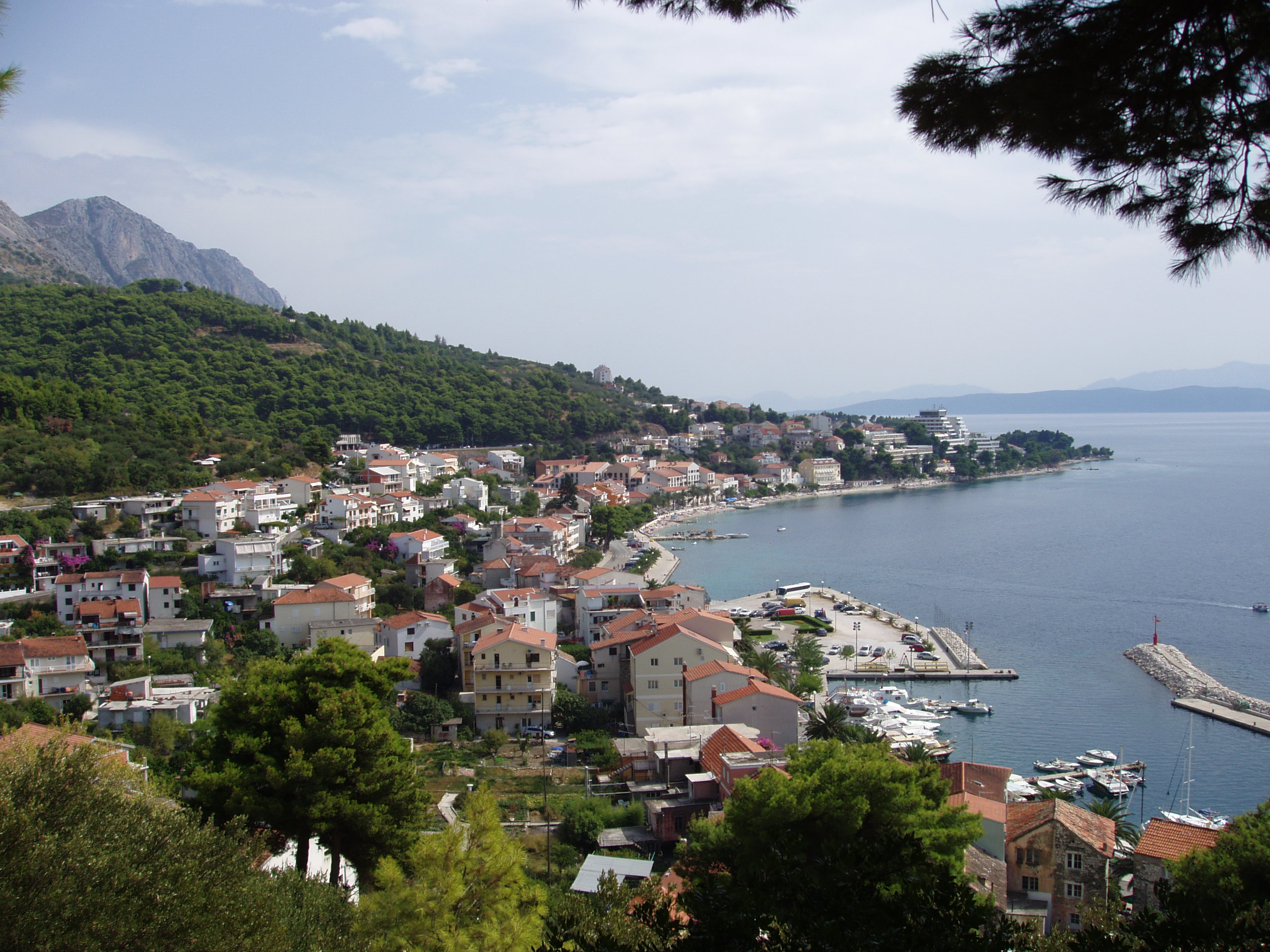
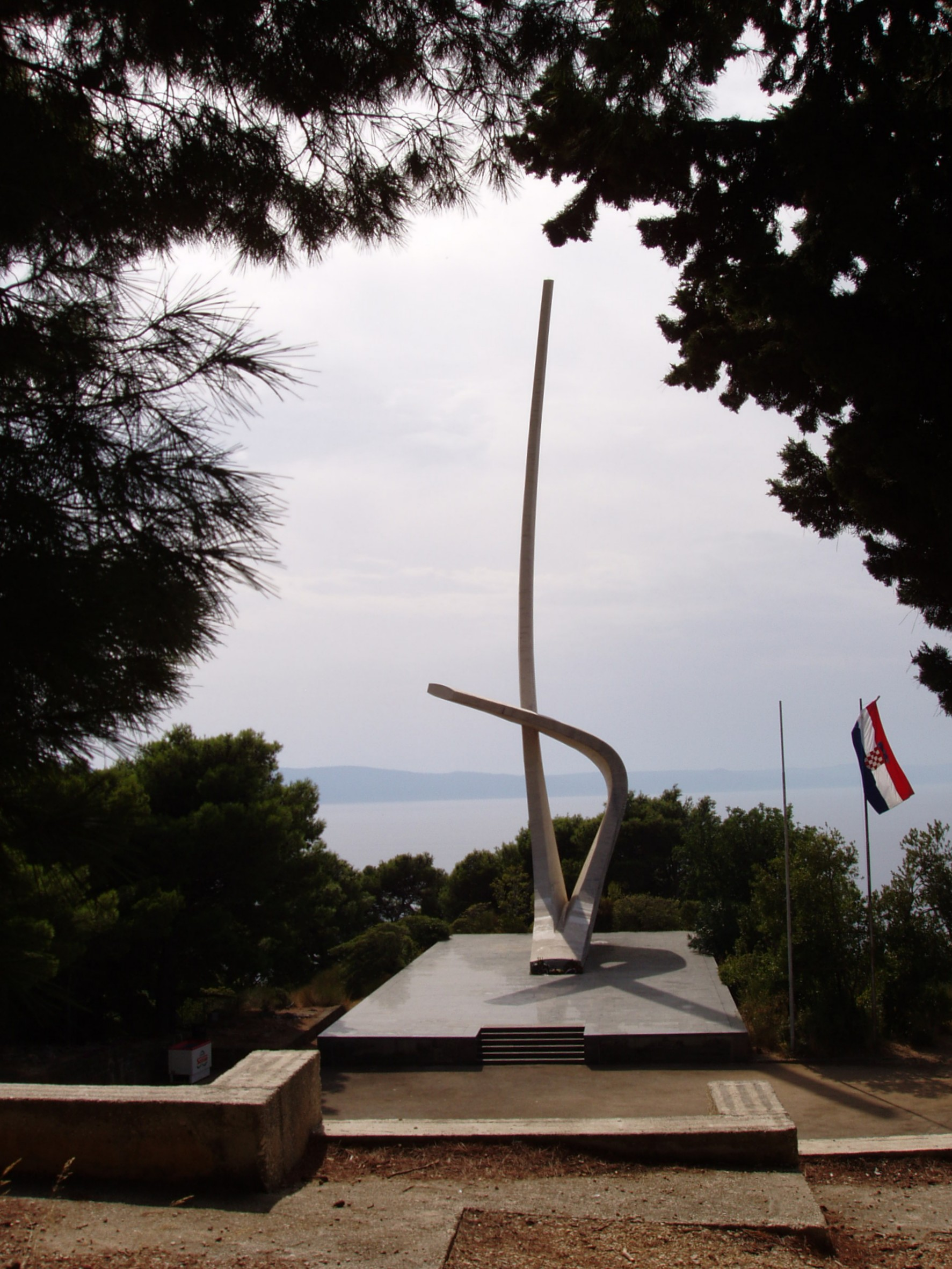
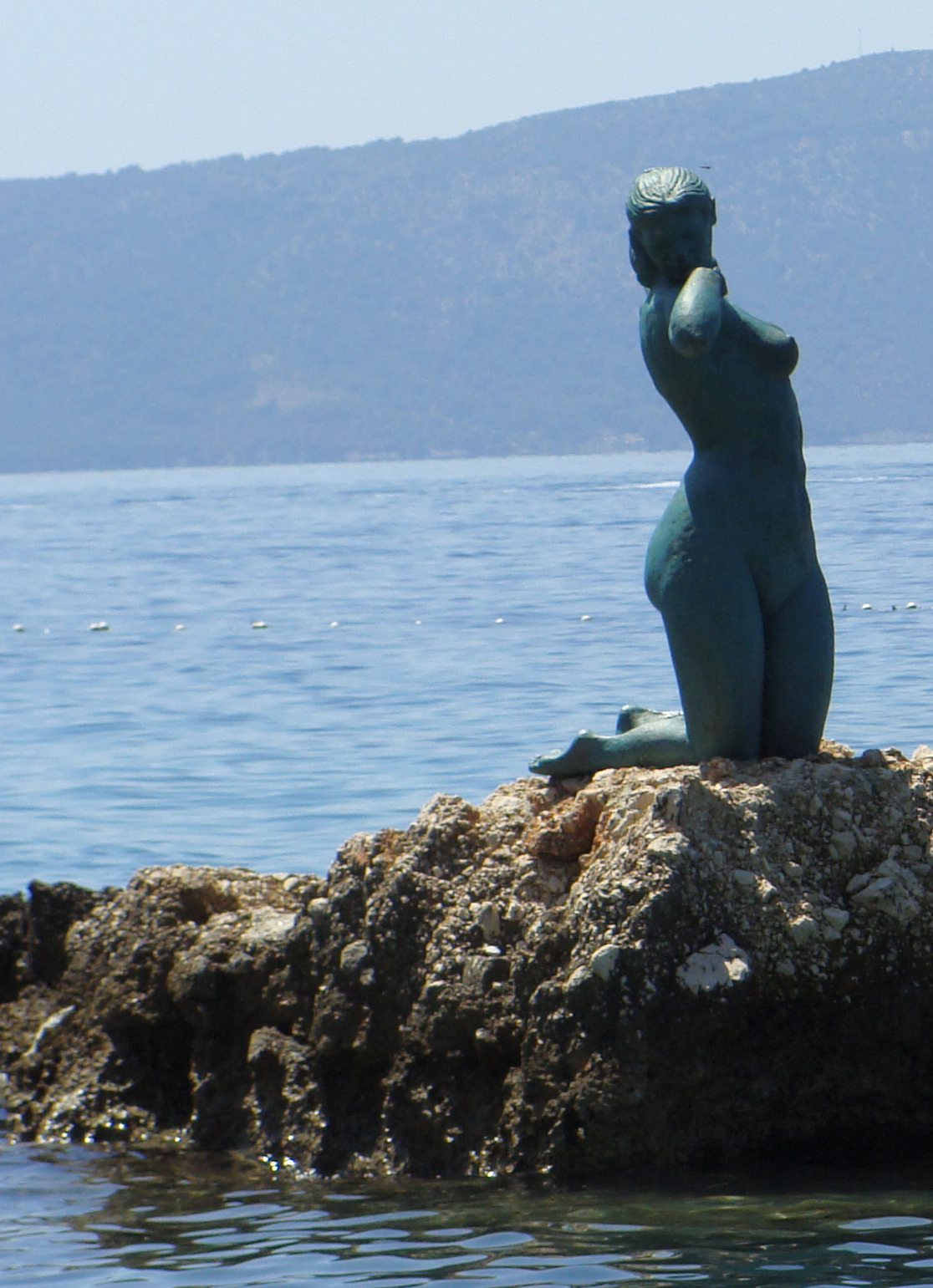
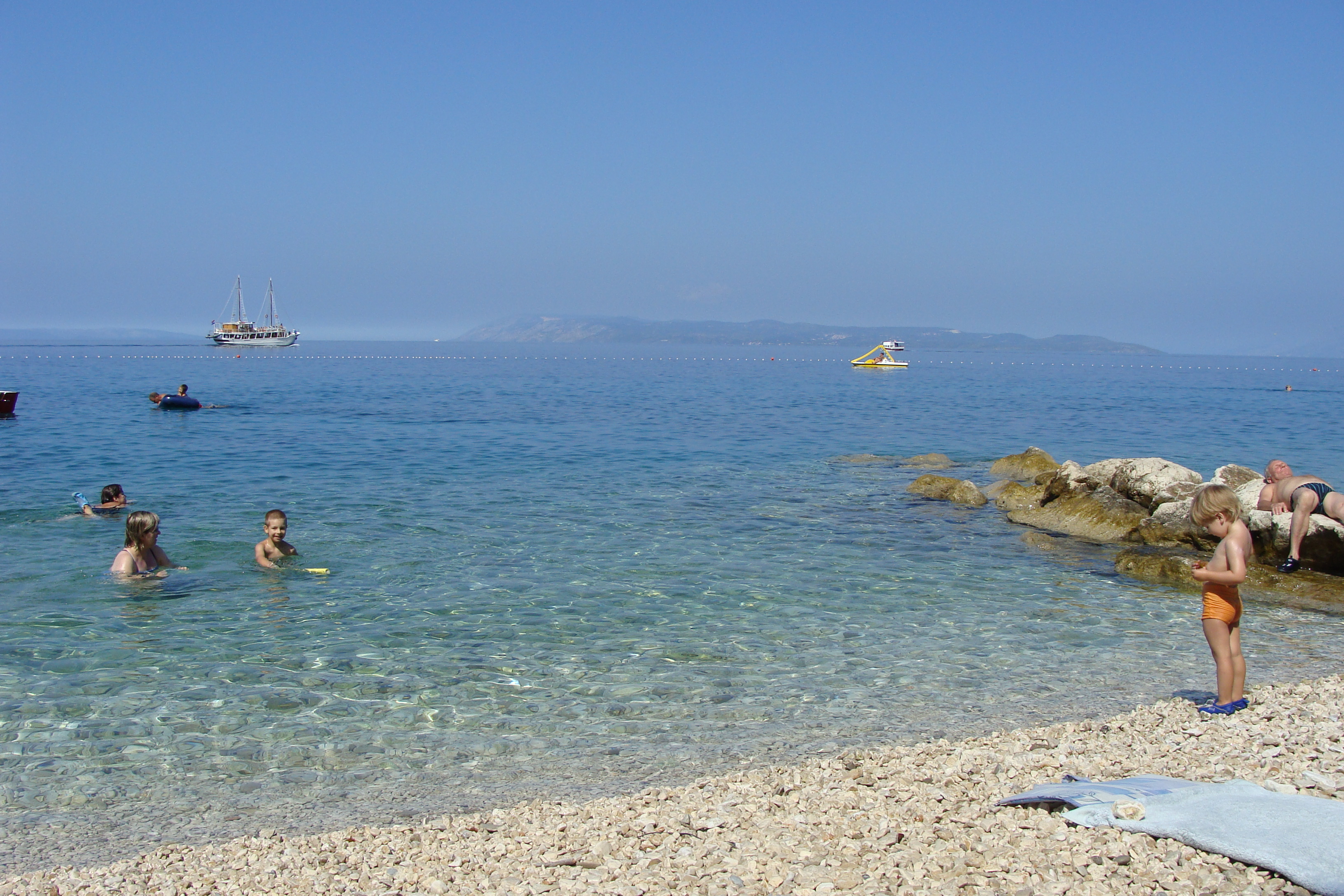
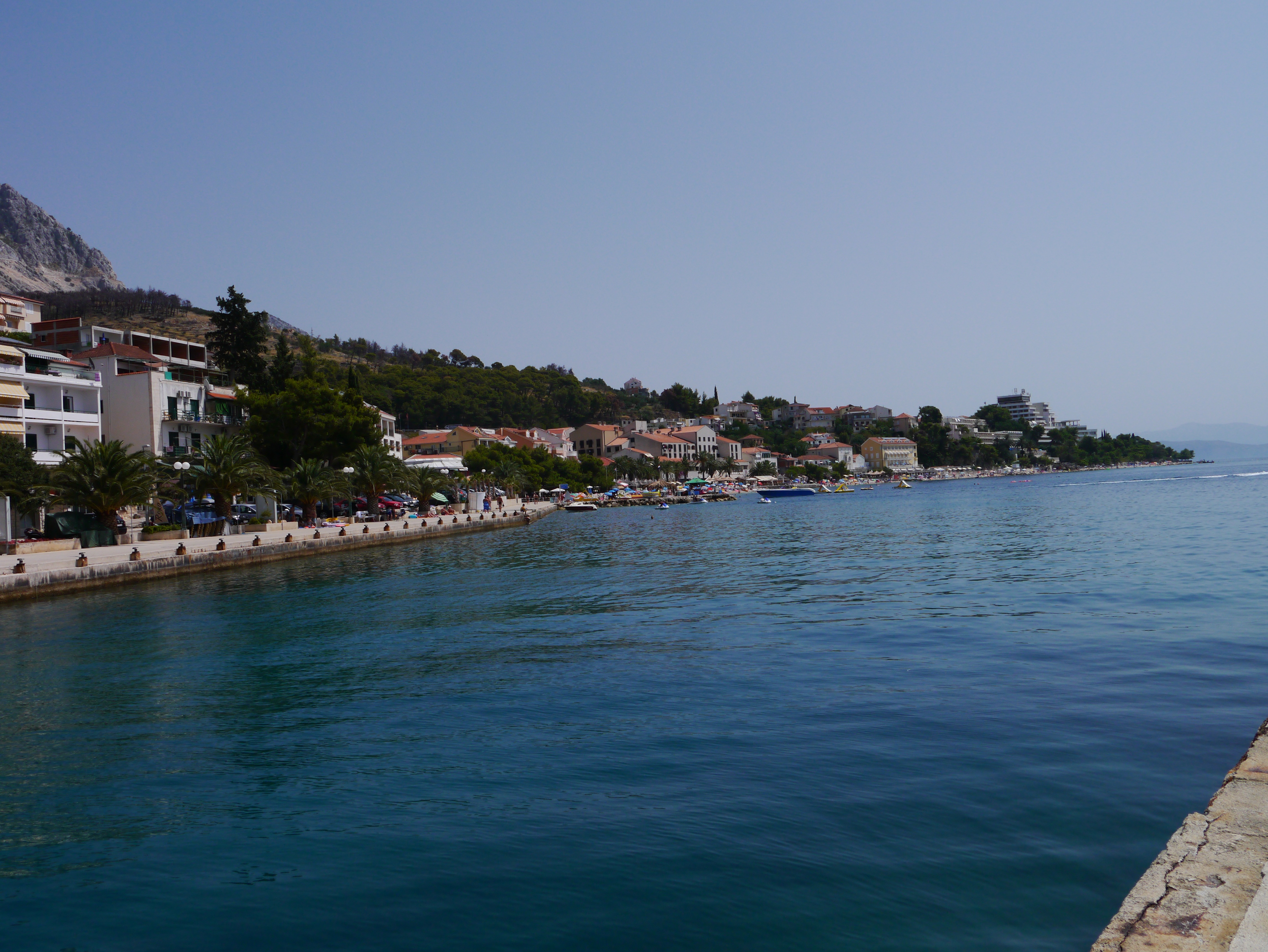